# Trummy Young
James ”Trummy” Young, född 12 januari 1912 i Savannah i Georgia, död 10 september 1984 i San José i Kalifornien, var en amerikansk trombonist under swingeran.

## Biografi
Young växte upp i Savannah, Georgia och i Richmond, Virginia, och var ursprungligen trumpetare, men vid sin professionella debut 1928, hade han bytt till trombon. Från 1933 till 1937, var han medlem av Earl Hines orkester innan han började i Jimmy Luncefords orkester, där han spelade från 1937 till 1943. Tillsammans med Sy Oliver skrev han "T'ain't What You Do", som blev en hit för både Lunceford och Ella Fitzgerald 1939. Den har sedan spelats in av många andra artister och var en hitlåt i Storbritannien 1982. Bland hans andra kompositioner kan nämnas "Margie", "Easy Does It", och "Trav'lin' Light", (den senare skriven med Jimmy Mundy, med text av Johnny Mercer).
Young började spela med Benny Goodman 1945, och gjorde solo på flera hitlåtar, bland annat # 2 hit "Gotta Be This or That". Young spelade också med Charlie Parker och Dizzy Gillespie på en Clyde Hart-LED session 1945, och med Jazz at the Philharmonic. I september 1952 gick han med i Louis Armstrong All-Stars och stannade där ett dussin år (han medverkade 1956 i musikalen High Society). 
Enligt hans självbiografi, tryckt i 22 juli 1977-numret av Vakna!, tidningen som publiceras av Jehovas vittnen blev Trummy Young ett Jehovas vittne 1964. Han var gift med Sally Tokashiki som han hade två döttrar med, Barbara och Andrea, den senare också jazzsångerska.